# Kråkskären
Kråkskären är öar i Finland. De ligger i Skärgårdshavet och i kommunen Pargas i landskapet Egentliga Finland, i den sydvästra delen av landet. Öarna ligger omkring 51 kilometer väster om Åbo och omkring 200 kilometer väster om Helsingfors. 
Arean för den av öarna koordinaterna pekar på är 2,5 hektar och dess största längd är 360 meter i öst-västlig riktning. I omgivningarna runt Kråkskären växer i huvudsak barrskog. Närmaste större samhälle är Houtskär, 12,2 km söder om Kråkskären.